# Terlton
Terlton és un poble dels Estats Units a l'estat d'Oklahoma. Segons el cens del 2000 tenia 85 habitants.

## Demografia
Segons el cens del 2000, Terlton tenia 85 habitants, 30 habitatges, i 21 famílies. La densitat de població era de 131,3 habitants per km².
Per edats la població es repartia de la següent manera: un 41,2% tenia menys de 18 anys, un 8,2% entre 18 i 24, un 28,2% entre 25 i 44, un 17,6% de 45 a 60 i un 4,7% 65 anys o més.
L'edat mediana era de 26 anys. Per cada 100 dones de 18 o més anys hi havia 92,3 homes.
La renda mediana per habitatge era de 22.917 $ i la renda mediana per família de 30.536 $. Els homes tenien una renda mediana de 31.458 $ mentre que les dones 20.000 $. La renda per capita de la població era de 7.862 $. Entorn del 17,4% de les famílies i el 15,1% de la població estaven per davall del llindar de pobresa.

## Poblacions més properes
El següent diagrama mostra les poblacions més properes.